# Thirstin Howl III
Thirstin Howl III (richtiger Name Victor DeJesus) ist ein US-amerikanischer Rapper mit puerto-ricanischen Wurzeln.

## Werdegang
Victor DeJesus wurde im Peninsula Hospital in Far Rockaway im New Yorker Bezirk Queens geboren. Im Alter von neun Jahren zog er mit seiner Familie nach Brownsville, welches von ihm später als „das schlimmste Viertel Brooklyns“ bezeichnet wurde. 1988 gründete DeJesus die Straßengang Lo Lifes, in der er unter dem Gangnamen Big Vic Lo agierte und deren Mitglieder sich durch ihren Kleidungsstil auszeichneten. Sie trugen hauptsächlich Polos der Marke Ralph Lauren, womit sie sich von den Menschen in Brooklyn, wo die Marke nicht zu erhalten war, abhoben und die von DeJesus schließlich in der Hip-Hop-Szene etabliert wurde. Sein Gangname bei den Lo Lifes war Big Vic Lo.
Zu Beginn seiner Karriere als Rapper nutzte DeJesus das Pseudonym Big Vic The Barbarian, welches er später ablegte, da er, laut eigener Aussage, durch die Tätigkeit als Rapper mehr über sich selbst erfahren habe und in einen Charakter „hineingewachsen“ sei. Dieser war im Falle DeJesus die Figur Thurston Howell III aus der Serie Gilligans Insel, sodass sich der Musiker für das Pseudonym Thirstin Howl III entschied. Des Weiteren verweist der Rapper auf den Kleidungsstil der Personen der Serie, der an Ralph Lauren erinnert.
Im Jahr 1997 verlieh das Hip-Hop-Magazin The Source Thirstin Howl III den Preis Unsigned Hype. Zwei Jahre später veröffentlichte Howl mit Skillionaire sein erstes Demo-Album, das dafür sorgte, dass Labels auf ihn aufmerksam wurden und dem Rapper sieben Angebote einbrachte. Aus der Sicht Howls war sein Management, das zur damaligen Zeit auch für den Rapper Ol’ Dirty Bastard zuständig war, dafür verantwortlich, dass kein Vertragsabschluss zustande kam und der Rapper schließlich über keinen Label-Vertrag verfügte. Thirstin Howl III nutzte daraufhin das durch Skillionaire eingenommene Geld, um damit seinen zweiten Tonträger Skillosopher, der im Jahr 2000 erschien, zu finanzieren.
Da die „Soundqualität“ der ersten beiden Alben häufig kritisiert wurde, verwendete Thirstin Howl III die Einnahmen von Skillosopher für ein eigenes Studio, das er nutzte, um das Album Serial Skiller aufzunehmen. Howl produzierte dabei alle Beats selber, da zahlreiche Produzenten die Zusammenarbeit mit dem Rapper, aufgrund dessen Vergangenheit als Gangmitglied, verweigerten. 2002 erschien das vierte Album Skilligan’s Island über das Label Landspeed und ein weiteres Jahr später wurde das Label Traffic als Plattform für das Album Licensed to Skill verwendet.
Skillitary wurde 2004 über Skillionaire Enterprises, das Imprint Thirstin Howls, veröffentlicht. 2005 sollte das spanischsprachige Album La Cura über EMI erscheinen. Nach Abschluss der Arbeit an dem Album wandten sich die Geschäftspartner Howls von ihm ab. Die folgenden Angebote anderer Labels lehnte er ab, da sie seine „Situation [nicht] entscheidend verbessert“ hätten. La Cura erschien schließlich 2006 über Skillionaire.

## Diskografie

### Alben
- 1999: Skillionaire
- 2000: Skillosopher
- 2001: Serial Skiller
- 2002: Skilligan’s Island
- 2003: Licensed To Skill
- 2004: Skillitary
- 2004: Alaskan Fishermen: Fire & Ice (mit Father Time und GodForbid)
- 2006: La Cura
- 2007: Lo Down & Dirty (mit Rack-Lo)

### Singles
- 1999: Brooklyn Hardbook (12")
- 1999: The Polorican (12")